# 1855 în literatură
Anul 1855 în literatură a implicat o serie de evenimente și cărți noi semnificative.  

## Cărți noi
- Gustav Freytag - Debit and Credit
- Elizabeth Gaskell - North and South
- Mary Virginia Hawes - The Hidden Path
- Caroline Lee Hentz - Robert Graham
- Washington Irving -  Wolfert's Roost
- Charles Kingsley - Westward Ho!
- Herman Melville
  - Israel Potter
  - The Paradise of Bachelors and the Tartarus of Maids
- Gérard de Nerval - Aurelia
- Ann Sophia Stephens - The Old Homestead
- William Makepeace Thackeray - The Newcomes
- Lev Tolstoi - Севастопольские рассказы
- Anthony Trollope - The Warden